# QES
株式会社QUICK E-Solutionsは、日本経済新聞社グループのITソリューションを専門とした会社であり、株式会社QUICKの100%子会社である。
サーバー管理・システム運用・ヘルプデスクなどのサービスを主に提供している。
日経グループ関連のサーバーやシステムの保守といった業務が中心ではあるが、ハードベンダーから中立である立場を生かして、新たに営業展開を行っている。近年では、VMwareなどの仮想化ソリューションや証券営業店やオフィスの設計・施工まで手掛けている。

## 沿革
- 1983.03  千代田区大手町に資本金1億円で設立（商号：株式会社クイック電子サービス）
- 1983.04  大阪事業所（現大阪支社）を大阪市中央区に開設
- 1985.04  本社事務所を中央区新川に移転
- 1985.08  名古屋事業所（現名古屋支社）名古屋市中区に開設
- 1989.03  資本金を2億5000万円に増資
- 1991.01  本社事務所を千代田区大手町に移転
- 1991.04  社名を「株式会社QUICK電子サービス」に変更
- 1994.11  本社事務所を中央区新川に移転
- 1997.09  「総合技術サービス」の本格営業展開、ネットワーク の構築業務参入
- 1998.01  コンパックコンピュータより97年度販売実績優秀にて表彰を受ける
- 1999.05  「西暦2000年問題セミナー」を開催（COMPAQ協賛）
- 1999.12  「QES Trade Board System」受注開始
- 2000.06  「ネットワーク・セキュリティ・セミナー」開催 「QES Network Care Service」開始
- 2000.07  「アカデミック・トライアル・パッケージ」発表
- 2000.09  ASPサービス開始
- 2001.07  「米国証券・金融機関リテール店舗調査団」をQUICKと共同派遣
- 2002.10  一般建設業の許可取得
- 2003.07  特定建設業の許可取得
- 2004.09  丸の内オアゾ内 日経ノティオに大型表示装置を納入
- 2005.01  大阪支社移転（大阪市中央区北浜 大阪証券取引所ビル）
- 2005.11  日本情報処理開発協会よりプライバシーマーク使用許諾を受ける
- 2007.07  「J-SOX法対応セミナー」開催
- 2007.09  「金融商品取引法の内部統制対応セミナー」開催
- 2011.05  情報セキュリティマネジメントシステム「ISO/IEC27001」認証取得
- 2013.03  社名を「株式会社QUICK電子サービス」から 「株式会社QES」に変更
- 2014.04  本社を茅場町ファーストビルに移転
- 2018.02  労働者派遣事業の許可取得
- 2021.10  本社オフィスを KABUTO ONE に移転
- 2024.1　 社名を「QUICK E-Solutions」に変更
- 2025.03  代表取締役社長交代（津川　悟 就任）